# Полузатворен предњи лабијализован самогласник
| [ повећај ]                                                     | предњи                                                                | готово предњи                                                         | средњи                                                                | готово задњи                                                          | задњи                                                                 |
| затворен                                                        | \| i · yɨ · ʉɯ · uɪ ʏ ʊe · øɘ · ɵɤ · oəɛ · œɜ · ɞʌ · ɔæɐa · ɶɑ · ɒ \| | \| i · yɨ · ʉɯ · uɪ ʏ ʊe · øɘ · ɵɤ · oəɛ · œɜ · ɞʌ · ɔæɐa · ɶɑ · ɒ \| | \| i · yɨ · ʉɯ · uɪ ʏ ʊe · øɘ · ɵɤ · oəɛ · œɜ · ɞʌ · ɔæɐa · ɶɑ · ɒ \| | \| i · yɨ · ʉɯ · uɪ ʏ ʊe · øɘ · ɵɤ · oəɛ · œɜ · ɞʌ · ɔæɐa · ɶɑ · ɒ \| | \| i · yɨ · ʉɯ · uɪ ʏ ʊe · øɘ · ɵɤ · oəɛ · œɜ · ɞʌ · ɔæɐa · ɶɑ · ɒ \| |
| готово затворен                                                 | \| i · yɨ · ʉɯ · uɪ ʏ ʊe · øɘ · ɵɤ · oəɛ · œɜ · ɞʌ · ɔæɐa · ɶɑ · ɒ \| | \| i · yɨ · ʉɯ · uɪ ʏ ʊe · øɘ · ɵɤ · oəɛ · œɜ · ɞʌ · ɔæɐa · ɶɑ · ɒ \| | \| i · yɨ · ʉɯ · uɪ ʏ ʊe · øɘ · ɵɤ · oəɛ · œɜ · ɞʌ · ɔæɐa · ɶɑ · ɒ \| | \| i · yɨ · ʉɯ · uɪ ʏ ʊe · øɘ · ɵɤ · oəɛ · œɜ · ɞʌ · ɔæɐa · ɶɑ · ɒ \| | \| i · yɨ · ʉɯ · uɪ ʏ ʊe · øɘ · ɵɤ · oəɛ · œɜ · ɞʌ · ɔæɐa · ɶɑ · ɒ \| |
| полузатворен                                                    | \| i · yɨ · ʉɯ · uɪ ʏ ʊe · øɘ · ɵɤ · oəɛ · œɜ · ɞʌ · ɔæɐa · ɶɑ · ɒ \| | \| i · yɨ · ʉɯ · uɪ ʏ ʊe · øɘ · ɵɤ · oəɛ · œɜ · ɞʌ · ɔæɐa · ɶɑ · ɒ \| | \| i · yɨ · ʉɯ · uɪ ʏ ʊe · øɘ · ɵɤ · oəɛ · œɜ · ɞʌ · ɔæɐa · ɶɑ · ɒ \| | \| i · yɨ · ʉɯ · uɪ ʏ ʊe · øɘ · ɵɤ · oəɛ · œɜ · ɞʌ · ɔæɐa · ɶɑ · ɒ \| | \| i · yɨ · ʉɯ · uɪ ʏ ʊe · øɘ · ɵɤ · oəɛ · œɜ · ɞʌ · ɔæɐa · ɶɑ · ɒ \| |
| средњи                                                          | \| i · yɨ · ʉɯ · uɪ ʏ ʊe · øɘ · ɵɤ · oəɛ · œɜ · ɞʌ · ɔæɐa · ɶɑ · ɒ \| | \| i · yɨ · ʉɯ · uɪ ʏ ʊe · øɘ · ɵɤ · oəɛ · œɜ · ɞʌ · ɔæɐa · ɶɑ · ɒ \| | \| i · yɨ · ʉɯ · uɪ ʏ ʊe · øɘ · ɵɤ · oəɛ · œɜ · ɞʌ · ɔæɐa · ɶɑ · ɒ \| | \| i · yɨ · ʉɯ · uɪ ʏ ʊe · øɘ · ɵɤ · oəɛ · œɜ · ɞʌ · ɔæɐa · ɶɑ · ɒ \| | \| i · yɨ · ʉɯ · uɪ ʏ ʊe · øɘ · ɵɤ · oəɛ · œɜ · ɞʌ · ɔæɐa · ɶɑ · ɒ \| |
| полуотворен                                                     | \| i · yɨ · ʉɯ · uɪ ʏ ʊe · øɘ · ɵɤ · oəɛ · œɜ · ɞʌ · ɔæɐa · ɶɑ · ɒ \| | \| i · yɨ · ʉɯ · uɪ ʏ ʊe · øɘ · ɵɤ · oəɛ · œɜ · ɞʌ · ɔæɐa · ɶɑ · ɒ \| | \| i · yɨ · ʉɯ · uɪ ʏ ʊe · øɘ · ɵɤ · oəɛ · œɜ · ɞʌ · ɔæɐa · ɶɑ · ɒ \| | \| i · yɨ · ʉɯ · uɪ ʏ ʊe · øɘ · ɵɤ · oəɛ · œɜ · ɞʌ · ɔæɐa · ɶɑ · ɒ \| | \| i · yɨ · ʉɯ · uɪ ʏ ʊe · øɘ · ɵɤ · oəɛ · œɜ · ɞʌ · ɔæɐa · ɶɑ · ɒ \| |
| готово отворен                                                  | \| i · yɨ · ʉɯ · uɪ ʏ ʊe · øɘ · ɵɤ · oəɛ · œɜ · ɞʌ · ɔæɐa · ɶɑ · ɒ \| | \| i · yɨ · ʉɯ · uɪ ʏ ʊe · øɘ · ɵɤ · oəɛ · œɜ · ɞʌ · ɔæɐa · ɶɑ · ɒ \| | \| i · yɨ · ʉɯ · uɪ ʏ ʊe · øɘ · ɵɤ · oəɛ · œɜ · ɞʌ · ɔæɐa · ɶɑ · ɒ \| | \| i · yɨ · ʉɯ · uɪ ʏ ʊe · øɘ · ɵɤ · oəɛ · œɜ · ɞʌ · ɔæɐa · ɶɑ · ɒ \| | \| i · yɨ · ʉɯ · uɪ ʏ ʊe · øɘ · ɵɤ · oəɛ · œɜ · ɞʌ · ɔæɐa · ɶɑ · ɒ \| |
| отворен                                                         | \| i · yɨ · ʉɯ · uɪ ʏ ʊe · øɘ · ɵɤ · oəɛ · œɜ · ɞʌ · ɔæɐa · ɶɑ · ɒ \| | \| i · yɨ · ʉɯ · uɪ ʏ ʊe · øɘ · ɵɤ · oəɛ · œɜ · ɞʌ · ɔæɐa · ɶɑ · ɒ \| | \| i · yɨ · ʉɯ · uɪ ʏ ʊe · øɘ · ɵɤ · oəɛ · œɜ · ɞʌ · ɔæɐa · ɶɑ · ɒ \| | \| i · yɨ · ʉɯ · uɪ ʏ ʊe · øɘ · ɵɤ · oəɛ · œɜ · ɞʌ · ɔæɐa · ɶɑ · ɒ \| | \| i · yɨ · ʉɯ · uɪ ʏ ʊe · øɘ · ɵɤ · oəɛ · œɜ · ɞʌ · ɔæɐa · ɶɑ · ɒ \| |
| i · yɨ · ʉɯ · uɪ ʏ ʊe · øɘ · ɵɤ · oəɛ · œɜ · ɞʌ · ɔæɐa · ɶɑ · ɒ |                                                                       |                                                                       |                                                                       |                                                                       |                                                                       |

Полузатворен предњи лабијализован или заобљени самогласник високог и средњег предњег дела је врста самогласника који се користи у неким говорним језицима.
Симбол у међународном фонетском алфабету који представља звук је ⟨ø⟩, мало слово о са дијагоналном цртом кроз њега, позајмљено из данског, норвешког и ферјарског, који понекад користе слово за представљање звука. Овај звук је представљен словом ⟨ø⟩ у већем делу Скандинавије; дијаграфима ⟨eu⟩ и ⟨œu⟩ (користећи лигатуру ⟨œ⟩) на француском; дијаграфом ⟨eu⟩ на холандском, западнофризијском и лимбуршком; и ⟨ö⟩ на многим језицима као што су немачки, шведски, естонски, фински и исландски. Симбол се на енглеском обично назива "о, коса црта".
За готово затворен готово предњи лабијализован самогласник који се обично транскрибује симболом ⟨ʏ⟩, погледајте готово затворен готово предњи лабијализован самогласник. Ако је уобичајени симбол ⟨ø⟩, самогласник је наведен овде.

## Компримовани самогласник близу средњег предњег дела
Компримовани самогласник близу средњег предњег дела се обично транскрибује у IPA једноставно као ⟨ø⟩, што је конвенција која се користи у овом чланку. Не постоји посебан дијакритички знак за компресију у ИПА. Међутим, компресија усана се може приказати словом ⟨β̞⟩ као ⟨e͡β̞⟩ (истовремена [е] и лабијална компресија) или ⟨еᵝ⟩ ([е] модификовано лабијалном компресијом). Дијакритички знак раширених усана ⟨  ͍ ⟩ такође се може користити са заокруженим самогласником ⟨ø͍⟩ као ad hoc симболом, али „распрострањено“ технички значи незаобљен.
За компресовани самогласник близу средњег предњег дела који се обично транскрибује симболом ⟨ʏ⟩, погледајте компресовани самогласник близу предњег дела. Ако је уобичајени симбол ⟨ø⟩, самогласник је наведен овде.

### Карактеристике
- Висина самогласника му је блиска средина, позната и као висока средина, што значи да је језик позициониран на пола пута између блиског самогласника (високог самогласника) и средњег самогласника.
- Његов самогласник је предњи, што значи да је језик позициониран напред у устима без стварања сужења која би се класификовала као сугласник. Заобљени предњи самогласници су често централизовани, што значи да су често у ствари близу испред.
- Његова заобљеност је сабијена, што значи да су ивице усана напете и спојене тако да унутрашње површине нису изложене.

### Појава
Пошто се претпоставља да предњи заобљени самогласници имају компресију, а неколико описа покрива разлику, неки од следећих могу заправо имати избочење.
| Језик      | Језик                      | Реч   | ИПА | Значење    | Напомене                                                                                      |
| ---------- | -------------------------- | ----- | --- | ---------- | --------------------------------------------------------------------------------------------- |
| Астуријски | Поједини западни дијалекти |       |     | 'споља'    | Реализација ⟨о⟩ у дифтонгу ⟨uо⟩. Такође се може реализовати као [ɵ] или [œ].                  |
| Бретонски  | Бретонски                  |       |     | 'сат'      |                                                                                               |
| Чеченски   | Чеченски                   |       |     | 'хрчак'    |                                                                                               |
| Дански     | Стандардни                 |       |     | 'купити'   | Такође се описује као скоро близу [øː]. Види данску фонологију                                |
| Француски  | Француски                  |       |     | 'неколико' | Види француску фонологију                                                                     |
| Немачки    | Стандардни                 |       |     | 'леп'      | Налази се углавном на или при крају речи. Види немачку фонологију                             |
| Немачки    | Јужни дијалекти            | Hölle |     | 'пакао'    | Заједничка реализација /œ/ у Јужној Немачкој, Швајцарској и Аустрији. Види немачку фонологију |

## Истурени самогласник близу средњег предњег дела
Кетфорд примећује да већина језика са заобљеним предњим и задњим самогласницима користи различите типове лабијализације, избочене задње самогласнике и компресоване предње самогласнике. Међутим, неки, као што су скандинавски језици, имају избочене предње самогласнике. Један од њих, шведски, чак супротставља две врсте заокруживања испред самогласника (погледајте готово затворен готово предњи лабијализован самогласник, са шведским примерима оба типа заокруживања).
Пошто у IPA нема дијакритичких знакова за разликовање избочених и компримованих заокруживања, стари дијакритички знак за лабијализацију, ⟨ ⟩, ће се овде користити као ad hoc симбол за избочене предње самогласнике. Друга могућа транскрипција је ⟨øʷ⟩ или ⟨еʷ⟩ (предњи самогласник близу средине модификован ендолабијализацијом), али то би могло бити погрешно протумачено као дифтонг.
За избочени самогласник близу средњег предњег дела који се обично транскрибује симболом ⟨ʏ⟩, погледајте испупчени самогласник близу предњег дела. Ако је уобичајени симбол ⟨ø⟩, самогласник је наведен овде.
Акустички, звук је између типичнијег компримованог самогласника близу средњег предњег [ø] и незаобљеног самогласника близу средњег предњег дела [е].

### Карактеристике
- Висина самогласника му је блиска средина, позната и као висока средина, што значи да је језик позициониран на пола пута између блиског самогласника (високог самогласника) и средњег самогласника.
- Његов самогласник је предњи, што значи да је језик позициониран напред у устима без стварања сужења која би се класификовала као сугласник. Заобљени предњи самогласници су често централизовани, што значи да су често у ствари близу испред.
- Његова заобљеност је избочена, што значи да су углови усана спојени, а унутрашње површине изложене.

### Појава
| Језик    | Језик             | Реч | ИПА | Значење  | Напомене |
| -------- | ----------------- | --- | --- | -------- | --- |
| Норвешки | Норвешки          |     |     | 'сладак' | Пример речи је из урбаног источнонорвешког, у коме је самогласник такође описан као централни [ɵː]. Види норвешку фонологију |
| Шведски  | Средњи стандардни |     |     | 'пиво'   | Може бити дифтонгизовано у [øә]. Види шведску фонологију                                                                     |